# Аландское право жительства
Аландское право жительства (швед. Åländsk hembygdsrätt) — своеобразная форма «гражданства» на Аландских островах.
Обладающие аландским правом жительства имеют возможность:
- участвовать в выборах в Лагтинг (избирать и быть избранным);
- владеть и распоряжаться недвижимостью на архипелаге;
- вести экономическую деятельность на Аландских островах.

Ограничения на право владения и распоряжения недвижимостью на Аландских островах появились с целью сохранения земли в собственности аландцев, а право жительства не представляет собой препятствия для переезда на жительство на архипелаг.
Право жительства даётся ребёнку при рождении, если хотя бы один из родителей им обладает. Также прожившие на архипелаге в течение пяти лет и владеющие разговорным шведским языком в достаточной мере могут ходатайствовать о предоставлении им аландского права жительства (возможность действует только для граждан Финляндии).
Родившиеся на Аландах, но проживающие за пределами Аландских островов более пяти лет, автоматически утрачивают право жительства.